# Blackwell (Oklahoma)
Blackwell es una ciudad ubicada en el condado de Kay en el estado estadounidense de Oklahoma. En el año 2010 tenía una población de 7092 habitantes y una densidad poblacional de 502,98 personas por km².

## Geografía
Blackwell se encuentra ubicada en las coordenadas 36°48′06″N 97°17′23″O / 36.80167, -97.28972 (36.801764, -97.289856).

## Demografía
Según la Oficina del Censo en 2000 los ingresos medios por hogar en la localidad eran de $25,835 y los ingresos medios por familia eran $31,540. Los hombres tenían unos ingresos medios de $25,202 frente a los $16,704 para las mujeres. La renta per cápita para la localidad era de $13,558. Alrededor del 17.1% de la población estaban por debajo del umbral de pobreza.